# Messoud Efendiev

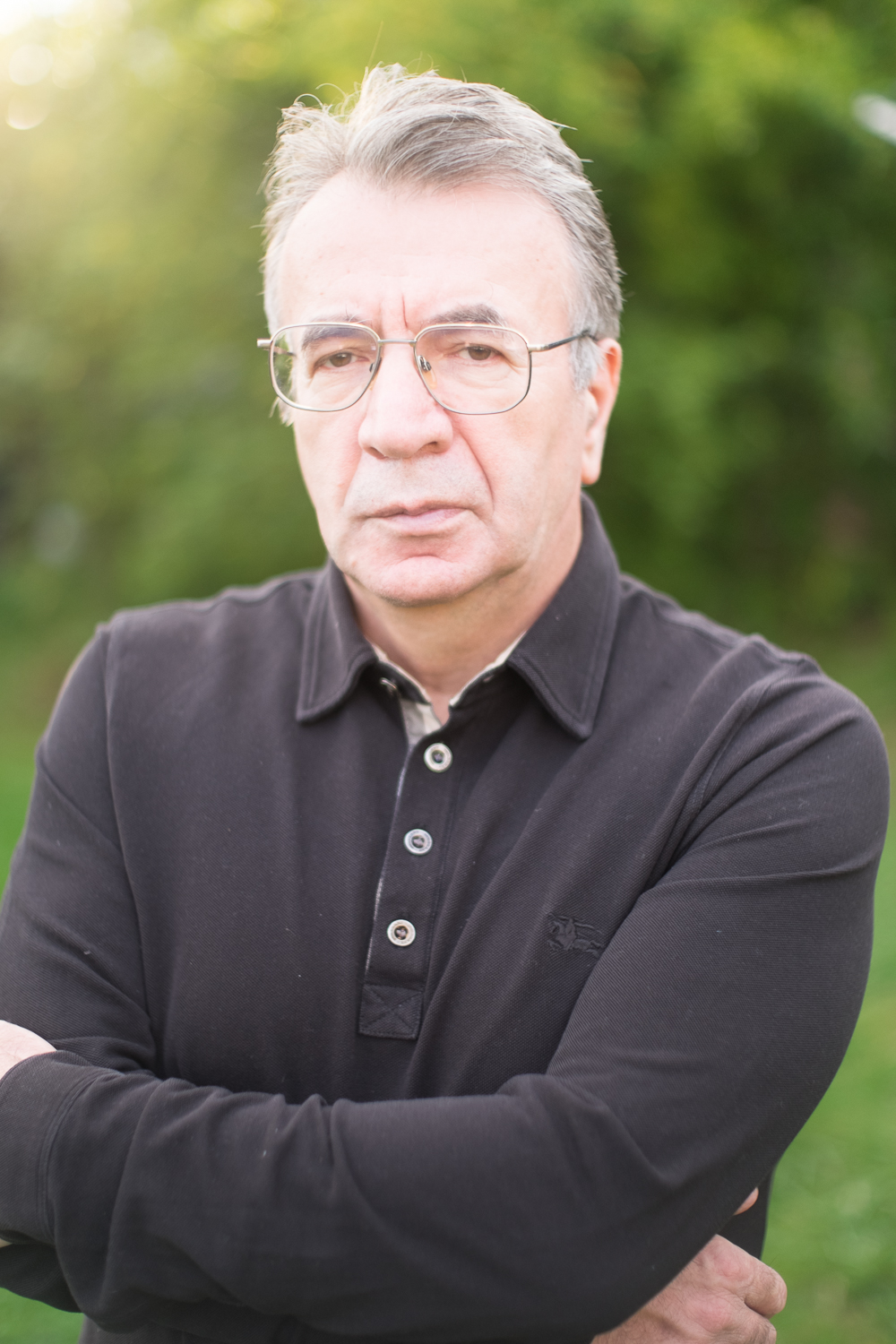
Messoud Efendiev, 2015

Messoud Efendiev (* 21. Oktober 1953 in Zaquatala) ist ein deutsch-aserbaidschanischer Mathematiker.

## Leben
Messoud Efendiev schrieb seine Diplomarbeit, die von den Professoren Mark Vishik und A.I. Snirelmann betreut wurde, 1974/1975 an der Lomonossow-Universität über topologische Methoden in der nicht-linearen Analysis. Seine Dissertation schrieb er 1975/76–1978/79 über die globale Lösbarkeit nicht-linearer Riemann-Hilbert-Probleme und promovierte 1980 an der Lomonossow-Universität. Seine Habilitationsschrift Geometrical properties of nonlinear mapping related to pseudodifferential operators and their topological degree verteidigte er 1998 an der Freien Universität Berlin. 1991 bis 1994 arbeitete er an der Universität Stuttgart, 1994 bis 1999 an der Freien Universität Berlin (und am Weierstraß-Institut für Angewandte Analysis und Stochastik) und 2000 bis 2005 als Geschäftsführer des SFB Projekts „Mehrfeldprobleme in der Kontinuumsmechanik“ (SFB 404). 2005 bis 2007 war er Gastprofessor an der Technischen Universität München und 2007 bis 2013 Leiter der Arbeitsgruppe „Dynamische Systeme“ am „Institut für Biomathematik und Biometrie“ des Helmholtz Zentrums München. Derzeit ist er einer der leitenden Wissenschaftler des Helmholtz Zentrums München und arbeitet am „Institute of Computational Biology“.

## Werk
Efendiev leistete wichtige Beiträge auf dem Gebiet der nicht-linearen Analysis, der topologischen Invarianten und der globalen Lösbarkeit nicht-linearer Randwertprobleme mit Pseudodifferentialoperatoren, insbesondere hinsichtlich der globalen Lösbarkeit von klassischen nicht-linearen Riemann-Hilbert-Problemen. Seine aktuellen Forschungsinteressen beinhalten unendlich-dimensionale Dynamische Systeme, die Dimension sowie das asymptotische Verhalten der Kolmogorow-Entropie ihrer Attraktoren, die mathematische Modellierung von Phänomenen in den Biowissenschaften, insbesondere der Medizin, der Biologie und der Ökologie, und der Analyse deren Langzeitverhaltens. Für die zuletzt genannten Themen erhielt er Forschungsstipendien der JSPS und Otto Monsted. In all den oben genannten Gebieten erzielte er bedeutende Resultate, was die zahlreichen Einladungen als Hauptvortragender in internationalen Konferenzen zeigen. Er veröffentlichte mehr als 150 Artikel in Zeitschriften und Konferenzbänden und 5 Monographien. 
Er ist der geschäftsführende Herausgeber der Zeitschrift International Journal of Biomathematics and Biostatistics, sowie im Herausgebergremium vieler führender internationaler Zeitschriften wie Mathematical Methods in the Applied Sciences, Glasgow Journal of Mathematics, Journal of Nonautonomous and Stochastic Dynamical Systems, Advances in Mathematical Sciences and Applications, Journal of Coupled Systems and Multiscale Dynamics, der Buchreihe Differential Equations and Dynamical Systems des American Institute of Mathematical Sciences (AIMS) etc.
1990 erhielt er den Humboldt-Forschungspreis und 2005 war er Fellow der Japan Society for the Promotion of Science (JSPS).

## Schriften
- Evolution Equations Arising in the Modelling of Life Sciences, Springer Verlag 2013
- Finite and infinite dimensional attractors for evolution equations of mathematical physics, Tokio: Gakkotosho 2010
- Attractors for Degenerate Parabolic Type Equations, American Mathematical Society 2013
- Herausgeber mit Wolfgang Wendland: Analysis and Simulation of Multifield Problems, Springer Verlag 2003
- Fredholm Structures, Topological Invariants and Applications, American Institute of Mathematical Sciences